# اسکگوی (آلاسکا)
اسکگوی (به انگلیسی: Skagway) شهری در بخش اسکگوی ایالت آلاسکا است که جمعیت آن در سرشماری سال ۲۰۰۰ میلادی ۸۶۲ نفر بوده‌است.